# Joseph Carroll (Weihbischof)
Joseph A. Carroll (* 12. Dezember 1912 in Dublin, Irland; † 29. Februar 1992) war Weihbischof in Dublin.

## Leben
Joseph Carroll empfing am 19. Juni 1938 das Sakrament der Priesterweihe für das Erzbistum Dublin. 
Am 4. Oktober 1968 ernannte ihn Papst Paul VI. zum Titularbischof von Quaestoriana und zum Weihbischof in Dublin. Der Erzbischof von Dublin, John Charles McQuaid CSSp, spendete ihm am 10. Dezember desselben Jahres die Bischofsweihe; Mitkonsekratoren waren der Weihbischof in Dublin, Patrick Joseph Dunne, und der Bischof von Kildare und Leighlin, Patrick Lennon.
Papst Johannes Paul II. nahm am 15. Juni 1989 das von Joseph Carroll aus Altersgründen vorgebrachte Rücktrittsgesuch an.
Bei der Untersuchung des langjährigen umfangreichen sexuellen Missbrauchs durch Angehörige der römisch-katholischen Kirche in Irland wurde Carrolls Rolle bei der Behandlung der Verbrechen kritisch gesehen.